# Gatunek wymarły

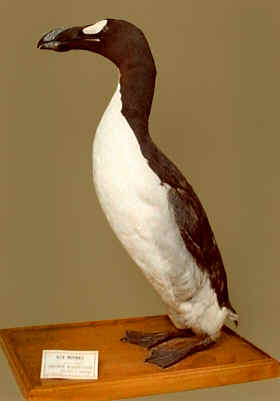
Gatunek wymarły (alka olbrzymia)

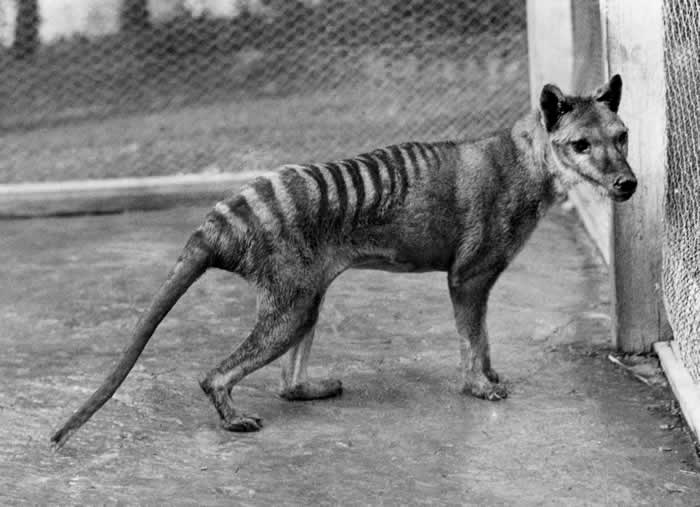
Gatunek wymarły (wilkowór tasmański)

Gatunek wymarły (ang. extinct – EX) – gatunek, który wyginął wskutek procesów naturalnych lub wywołanych przez człowieka. Jest to jedna z kategorii klasyfikacji gatunków zagrożonych w Czerwonej księdze gatunków zagrożonych, publikowanej przez Międzynarodową Unię Ochrony Przyrody (IUCN).
Gatunek uznaje się za wymarły, gdy nie ma wątpliwości, że ostatni osobnik reprezentujący ten takson zginął. Gatunek klasyfikowany jest jako wymarły, gdy bezowocne okażą się jego poszukiwania prowadzone w całym historycznym zasięgu, we wszystkich znanych siedliskach danego gatunku, prowadzone przez odpowiedni czas ze względu na długość cyklu życiowego i wszystkich form życiowych. Jeżeli gatunek wymarł w stanie dzikim, ale żyją jego przedstawiciele w niewoli, hodowli lub uprawie uznaje się taki gatunek za wymarły na wolności EW (ang. extinct in the wild).
Jeżeli gatunek wymarł na określonym obszarze (państwa, regionu) wówczas zgodnie z kryteriami IUCN, gatunek taki ma na danym obszarze status regionalnie wymarłego RE (ang. regionally extinct). Jeżeli gatunek wymarły był zawleczony lub wprowadzony na dany obszar wówczas zgodnie z kryteriami IUCN nie jest on umieszczany w Czerwonej Księdze (ang. not applicable – NA). W praktyce, wbrew kryteriom IUCN, kategoria EX stosowana jest nierzadko także w odniesieniu do gatunków wymarłych tylko w części ich zasięgu, w danym kraju lub regionie. Tak jest w przypadku Polskiej Czerwonej Księgi Roślin (PCKR) oraz Polskiej Czerwonej Księgi Zwierząt (PCKZ), w której gatunki wymarłe na terenie kraju oznaczono skrótem EXP (extinct in Poland).